# Kevin Moon
Moon Hyungseo (em coreano:문형서 nascido em 23 de fevereiro de 1998), conhecido profissionalmente pelo Nome artístico Kevin (em coreano:케빈), é um cantor e artista canadense que assinou contrato com a Cre.ker Entertainment. É atualmente mais conhecido como membro e vocalista principal do boy group sul-coreano The Boyz.
Desde 2018, Kevin também é o apresentador do programa de TV Simply K-Pop ao lado de seu colega de banda, Jacob.

## Infância e educação
Kevin nasceu em Gwangju, na Coreia do Sul, e foi criado no Canadá na região de Coquitlam. Ele se formou na Burnaby Mountain Secondary School e, em seguida, cursou brevemente a University of British Columbia em 2016 antes de deixar o Canadá para seguir carreira musical na Coreia do Sul . Ele mora em Vancouver, Canadá, há 14 anos com sua família e sua prima em segundo grau chamada Anna.

## Carreira

### 2016–2017: K-pop Star 6 e início de carreira
Kevin começou sua carreira musical profissional em 2016 aos 18 anos, fazendo um teste para concorrer à sexta temporada de K-pop Star, um reality show de competição de canto da televisão sul-coreana. Após sua eliminação do programa, ele gravou seu primeiro single "Half" sob seu nome coreano Moon Hyeongseo, que foi lançado em abril de 2017 como um OST do drama "Saimdang, Light's Diary". 

### 2017 – presente: The Boyz
No início de julho, a gravadora Cre.ker Entertainment começou a lançar vídeos de artistas se juntando a seu mais novo boy group, com um vídeo de Kevin cantando lançado em suas redes sociais em 10 de julho. Em 18 de julho, ele foi confirmado para estar na formação final do o grupo, The Boyz.
De 23 de agosto a 11 de outubro, Kevin se juntou a seu segundo reality show "Flower Boy Snack Shop (꽃미남 분식 집)", desta vez se juntando a seus companheiros de banda e lançando a música "I'm Your Boy" durante o episódio final. Em 6 de dezembro, o grupo estreou oficialmente, esgotando todos os 4.000 lugares, onde eles lançaram sua primeira extended play "The First" e seu single principal "Boy". A família de Kevin veio do Canadá para assistir ao showcase.
Ao longo de 2018, Kevin continuou a lançar músicas com The Boyz ao longo de 2018, lançando mais duas EP's, um single digital especial e um único álbum. Em 31 de maio de 2018, Kevin se juntou ao programa de TV sul-coreano em inglês Simply K-Pop como apresentador permanente, junto com seu colega de banda canadense coreano, Jacob. Ele também ganhou vários prêmios com The Boyz, incluindo o "Rookie Award" no Soribada Best K-Music Awards e o "Best New Male Artist Award" no 2018 Melon Music Awards.
Em 2019, Kevin saiu em turnê com a turnê de fãs do The Boyz 'Asia "The Castle", com datas na Coreia do Sul, Japão, Hong Kong, Cingapura, Indonésia, Tailândia, Taiwan e Filipinas. O grupo lançou seu segundo álbum single "Bloom Bloom" e seu single principal "Bloom Bloom" em 29 de abril de 2019. Em 7 de maio, Kevin recebeu sua primeira vitória em um programa de música no programa The Show da SBS with o The Boyz. O grupo também lançou mais duas extended plays, um single digital especial e seu primeiro álbum de estúdio. De 11 a 20 de dezembro, Kevin fez uma turnê com The Boyz pela Europa em sua turnê europeia, Dreamlike. O grupo se apresentou em Berlim, Paris, Londres e Amsterdã. Foi anunciado em 20 de março de 2020 que Kevin se juntaria à competição de reality show Road to Kingdom da Mnet com The Boyz, começando em 30 de abril de 2020. Em 12 de junho, o grupo lançou sua nova música "Checkmate" para o final do show. Os Boyz terminaram em primeiro lugar geral, ganhando o show e garantindo uma vaga no show Kingdom da Mnet.

## Discografia

### Apresentações na trilha sonora
| Ano  | Título | Álbum                       |
| ---- | ------ | --------------------------- |
| 2017 | "Half" | Saimdang, Light's Diary OST |